# Ieharu Tokugawa
Ieharu Tokugawa (japonsky 徳川 家治, Tokugawa Ieharu) byl desátým šógunem tokugawské dynastie, který zastával úřad od roku 1760 do roku 1786. Byl synem Iešigea Tokugawy, vnukem Jošimunea Tokugawy, pravnukem Micusady Tokugawy, pra-pravnukem Jorinobua Tokugawy a pra-pra-pravnukem Iejasua Tokugawy.

## Události běhembakufuIeharua
- Tenmei gannen (天明 元年) nebo Tenmei 1 (1781): Po nástupu císaře Kókaku byla vyhlášena nová éra pod názvem Tenmei. Předchozí éra skončila a nová začala v An'ei 11, v 2. den 4. měsíce.
- Tenmei 2 (1782): Začíná velký hladomor období Tenmei.
- Tenmei 2 (1782): byla vypracována ekonomická analýza potenciálního využití stříbrné měny jako platidla v Japonsku "Sin sen sen pou (Sin tchuan Phou)". Závěry práce byly odprezentované císaři Masacunovi Kucukiovi (1750 - 1802), autorem spisu byl Küçük Oki-no kami Minamoto-no Masacuna, dědičný daimjó provincie Oki a OMI s usedlostmi v Tambě a Fukučijame - viz poznámka při Tenmei 7 níže.[1]
- Tenmei 3 (1783): Vybuchla sopka Asama (浅 間 山, Asama-jama) v Sinai, jedné z nejstarších japonských provincií. Sopka se nachází na hranici mezi současnými prefekturami Gunma a Nagano.[2] Devastace po výbuchu sopky ještě zhoršila Velký hladomor Tenmei.
- Tenmei 4 (1784): Konají se rozsáhlé slavnosti po celé zemi na počest mnicha (Kúkaie, také známého také jako Kobo-Daisy, zakladatele Šingon buddhismu), který zemřel před 950 lety.[1]
- Tenmei 4 (1784): Syn šógunova vrchního rádce byl zavražděn uvnitř Edského hradu. Stejně mladý wakadošijori, Tanuma Jamaširo-no-kami Okitomo, který byl synem staršího wakadošijori Tanuma tónem-no-kami Okicuga. Mladší Tanuma byl zabit před zraky svého otce během toho, jak se oba vraceli do svých rezidencí norimono po zasedání Státní rady. Podezřelí byli hlavní úředníci bakufu; ale pouze samotný vrah byl dopaden a potrestán. Výsledkem bylo, že Tanumem iniciované reformy ve struktuře správy bakufu a jím plánované uvolnění zahraničně ekonomické izolace Japonska sakoku se neuskutečnily.[3]
- Tenmei 6, 8. dne 9. měsíce (17. září 1786): Zemřel Ieharu Tokugawa. Byl pohřben v Edu.[1]
- Tenmei 7 (1787): Masacuna Küçük publikoval Seiji senpu (Poznámky o západních penězích) s barevnými dřevoryty, které zobrazují evropské a zahraniční měny - - viz poznámka k Tenmei 2 výše.[4]

## ÉrybakufuIeharua
Roky, ve kterých byl Ieharu šógunem jsou specificky identifikovány více než jedním názvem éry nebo Neng.
- Horek (1751 - 1764)
- Meiwa (1764 - 1772)
- An'ei (1772 - 1881)
- Tenmei (1881 - 1789)